# Graphologie
Ne doit pas être confondu avec Expertise en écritures.

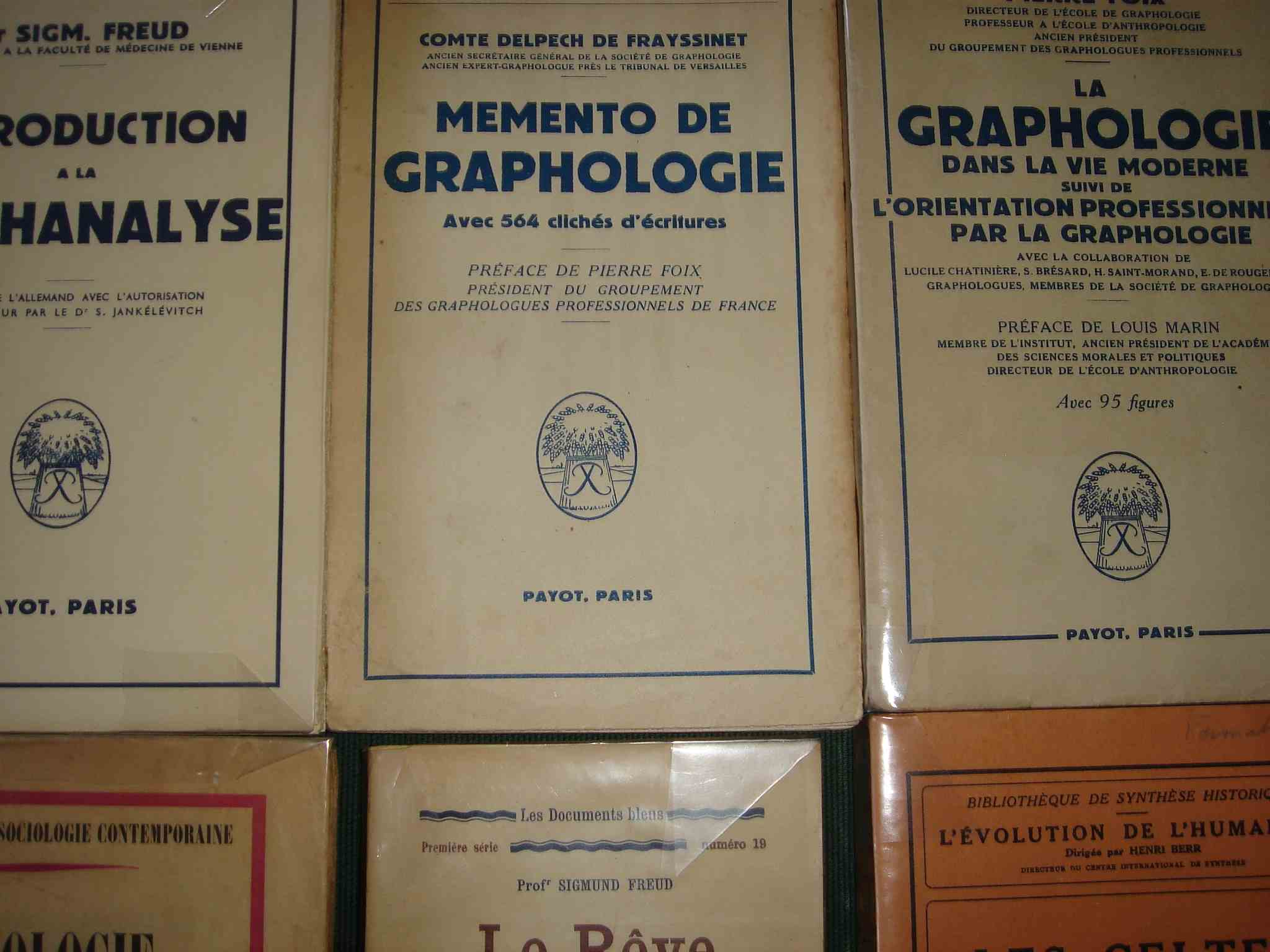
Anciens traités de graphologie.

La graphologie est une technique d'observation et d'interprétation d'une écriture manuscrite visant à établir le portrait psychologique de son scripteur. Fonctionnant selon les mêmes principes que les tests projectifs, cette discipline s'est développée au XIXe siècle et est restée active jusqu'au milieu du XXe siècle en Europe et aux USA. Au XXIe siècle, cette pratique est extrêmement marginale dans le monde et n'existe significativement, dans les faits, qu'en France.
Le caractère scientifique de cette discipline est fortement contesté, et le recours à son service est en recul aujourd’hui. Son utilisation lors des recrutements professionnels est interdite en France. Considérée comme une pseudo-science sans fondement scientifique, sa pratique est discréditée dans de nombreux pays car jugée « non pertinente » et « non fiable »,. Son utilisation est interdite ou considérée comme farfelue dans de nombreux pays qui classent cette activité dans les pseudo-sciences. Elle apparait dans le "top 5" des méthodes d'évaluation psychologiques les plus discréditées.
L’analyse graphologique est utilisée dans deux optiques :
- à visée personnelle, pour obtenir un portrait psychologique complet, et étudier les compatibilités caractérielles au sein d’un couple par exemple ;
- à but professionnel, lors d’un recrutement, comme approche pour voir si le candidat correspond au poste proposé en fonction des qualités attendues, ou encore pour l’aide à l’orientation professionnelle en décelant les aptitudes et les goûts du demandeur[8].

La graphologie doit être distinguée :
- de l'expertise en écriture qui est une technique d'investigation visant à attribuer un écrit manuscrit à son scripteur, que ce soit pour l'identification judiciaire de l'auteur d'un écrit anonyme ou pour l'attribution historique de documents manuscrits ;
- ainsi que de la graphothérapie, qui s'adonne à la rééducation de l'écriture pour corriger les troubles graphomoteurs.

## Étymologie
Le mot graphologie a été créé vers 1868 par un prêtre français, Jean-Hippolyte Michon, à partir des racines grecques graphein (« écrire ») et logos (« la science »). Le sens étymologique de « science de l'écriture » reflète la vision de l'abbé Michon, lui-même fondateur de la Société française de graphologie pour en développer la technique.

## Histoire

### Origines
Historiquement, le premier auteur à traiter directement du lien entre l'écriture et le caractère est l’Italien Camillo Baldi dans son ouvrage paru au XVIIe siècle : Du moyen de connaître les mœurs et les qualités d’un écrivain d’après ses lettres missives. Plus tard, alors qu’il cherche les traces de l’âme humaine, le théologien suisse Lavater développe, encouragé par son ami Goethe, l’idée selon laquelle l’écriture manuscrite serait une voie d’expression de l’individualité humaine dans son Art de connaître les hommes par la physionomie (1775).
En France, c'est un prêtre, Jean-Hippolyte Michon (1806-1881), qui invente le terme graphologie. Développant les intuitions de Lavater, il établit une liste de signes graphologiques qui renvoient à des traits de caractère (Système de graphologie : l’art de connaître les hommes d’après leur écriture, 1875). Il fonde en 1871 la Société française de Graphologie, association reconnue d’utilité publique en 1971, laquelle continue de diffuser une revue, autrefois trimestrielle et actuellement annuelle (plus de 7 500 abonnés en 1990).

### Développements auXXesiècle

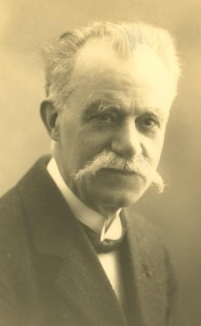
Jules Crépieux-Jamin, le maître de la graphologie française.

La théorie et la propagation de la graphologie sont ensuite poursuivies par le Dr Jules Crépieux-Jamin (1858-1940), chirurgien-dentiste de Rouen. Ce dernier définit une classification des signes graphiques sous forme de 7 genres : la forme, la pression, la vitesse, la dimension, la direction, la continuité et l'ordonnance. Au sein de chacun de ces genres sont groupées des « espèces » permettant de définir précisément chaque graphie et qu’il classe par ordre alphabétique dans son fameux ABC de la graphologie (1re édition en 1930) : « grande » ou « prolongée en haut » pour la dimension, « anguleuse » ou « stylisée » pour la forme, etc. Il fait remarquer que les circonstances peuvent jouer un rôle déterminant : si le scripteur était dans un état d'émotion important ou soumis à un contexte particulier, son écriture pourra s'en trouver modifiée sans que le caractère habituel ne soit en jeu. Il insiste beaucoup sur la nécessité de recueillir plusieurs manuscrits de la même personne et avertit que l'écriture ne permet pas de déterminer le sexe ni de définir l'âge réel.
À l’étranger, deux grandes figures s’imposent : Ludwig Klages (1872-1956), philosophe et psychologue allemand qui aborde l’écriture sous l’angle du mouvement, et Max Pulver (1889-1952), psychanalyste et médecin légiste suisse qui insiste sur les projections symboliques. On peut encore citer les expérimentateurs Wilhelm Preyer (Zur Psychologie des Schreibens, Leipzig, 1928), Pophal ou Müller & Enskat, Walter Hégar (La graphologie par le trait, Vigot, 1938). Les graphologues allemands Gross et Heiss ramènent les aspects graphiques jaminiens à 3 : le mouvement, la forme et l'espace graphique.
Des neuropsychologues se sont également intéressés à la graphologie. Des psychologues universitaires ont aussi approfondi le sujet sous l'appellation de « Graphométrie » qui utilise des outils statistiques pour analyser l'écriture d'une part, lier cette analyse à des traits de personnalité d'autre part (thèse de Jacques Salce).
Se revendiquant comme une branche des sciences humaines, la graphologie a bénéficié des progrès des autres disciplines telles que la psychanalyse et la psychologie des profondeurs. Ania Teillard (1889-1978), élève de Klages et de Jung, intègrera l’apport du psychiatre suisse Jung (1875-1961) dans son livre L’âme et l’écriture (éd. Stock, 1948).
Dans des travaux ultérieurs, des graphologues se sont intéressés à l'étude du trait comme « indice constitutionnel » de la personnalité, ou encore à l’analyse du « petit signe », laquelle ne doit intervenir que dans un second temps, partant d’abord du général pour aller au particulier : c’est ainsi que Roseline Crépy développera une Interprétation des lettres de l’alphabet (éd. Delachaux & Niestlé, 1968).
Malheureusement la méthode scientifique de validation des hypothèses n'a pas été mise en oeuvre et les fondements même des affirmations réalisées n'ont pas pu être validés. L'absence de toute preuve de validité fut remarquée rapidement et a conduit à un grand nombre de recherches. Le bilan est totalement négatif : la graphologie n'a pas été capable de justifier ses postulats, de prouver qu'il y avait un lien entre l'écriture et la personnalité et, plus grave, les interprétations varient selon les graphologues, même de la même école. Les résultats ne sont ni valides ni reproductibles.

### Synthèses d'orientation
Les graphologues français postulent qu'il existe cinq synthèses d’orientation principales :
1. La synthèse de l’évolution (écriture inorganisée, organisée, combinée, désorganisée) mise au point par Jules Crépieux-Jamin ;
2. Celle de la vitalité (écriture sur-vitale et sous-vitale) due à Hélène Saint-Morand ;
3. L’inégalité (écriture monotone, égale, nuancée, inégale, discordante) principalement étudiée par Crépieux-Jamin et son disciple André Lecerf ;
4. L’harmonie (écriture harmonieuse, inharmonieuse) est une notion centrale de la graphologie jaminienne[19] ;
5. Les manifestations graphiques de l’inhibition (écr. dynamogéniée, inhibée) découverte par les graphologues français à la fin du XIXe s., étudiées par Crépieux-Jamin et élevées au rang de synthèse par Lecerf.

Les graphologues germanophones (allemands, suisses) recourent à d’autres synthèses :
1. Le Formniveau, introduit par Klages, évalue l’originalité vivante d’une écriture, jugée notamment d’après son rythme. Klages l’évalue en 5 degrés, de 1 (très élevé) à 5[20] ;
2. Les auteurs postklagésiens ont approfondi la notion de rythme, envisageant l’écriture sous les aspects du mouvement (le « rythme de base » de Roda Wieser[21]), de la forme et de l’espace ;
3. Le Dr Pophal, s’appuyant sur des travaux de physiologie du mouvement, étudie la tension ou raideur des écritures et en distingue 6 degrés (de l’écriture lâchée à l’écriture crispée)[22] ;
4. Heiss et Müller-Enskat utilisent comme synthèse d’orientation les rapports entre le mouvement et la forme.

## Utilisation en entreprise
L’objectif de la graphologie « professionnelle » est d’apprécier les capacités générales d’adaptation des individus, et partant leur ajustement à des milieux de travail ou à des professions particulières. De la qualité de cet ajustement dépend celle de leurs capacités à réussir dans la vie professionnelle en général ou dans une situation professionnelle particulière,
Au niveau mondial, la graphologie demeure une pratique marginale. De nombreuses études, et en particulier la méta-étude de 1982 portant sur près de 200 publications, tentèrent de valider ou d'infirmer sa pertinence comme critère de choix des candidats à un recrutement et obtinrent des résultats négatifs.

### En France
La graphologie a été largement utilisée dans le secteur privé français comme outil d'aide au recrutement. Selon une étude de 1989, 93 % des entreprises françaises l'utilisent pour sélectionner leurs candidats à l'embauche, dont 55 % de façon systématique. Cette tendance a été confirmée en 1999, où une enquête auprès de 62 cabinets français a établi que 95 % utilisent la graphologie, 50 % systématiquement. Une étude a montré, par l'analyse de 327 questionnaires retournés par des recruteurs, que la graphologie était significativement plus utilisée pour les recrutements de cadres (82,8 %) que pour celui des ouvriers (11,4 %).

#### Le rapport Lyon-Caen (1992)
À la suite de ces enquêtes menées dans les années 1990 naît la polémique sur le bienfondé de l'utilisation de la graphologie en milieu professionnel. C'est dans ce contexte qu'en 1992, le ministère du Travail confie au Pr Gérard Lyon-Caen la mission d’engager une réflexion sur la question du respect de la vie privée et des libertés individuelles des salariés et candidats à un emploi. Son rapport est une réelle menace pour les graphologues : pour lui, les mises en situation de travail et les tests d’aptitudes sont les seules méthodes de recrutement aptes à satisfaire à la fois les conditions de validité et de pertinence au regard des fins poursuivies : celle de constituer un indicateur fiable de réussite professionnelle. La graphologie, comme toutes les méthodes d’investigation de la personnalité, y est fortement critiquée, car elle fait porter l’évaluation sur un domaine considéré comme sans lien avec cette réussite. Si elle est employée à l’insu du candidat, il y a alors violation du secret des correspondances et atteinte à la liberté. Si elle est utilisée pour trier des lettres ou faire un examen approfondi, elle représente en tout état de cause une immixtion dans la vie privée. Enfin, elle n’a pour lui aucune validité scientifique, or « la validité scientifique d’une méthode coïncide nécessairement avec sa validité juridique, mieux : elle la conditionne ».

#### Légalité en recrutement professionnel
Le texte de loi finalement voté se situe très en retrait par rapport à ces propositions. La loi Aubry du 31 décembre 1992, relative au recrutement et aux libertés individuelles, réglemente l'usage des techniques d'évaluation des candidats. En particulier, elle modifie l'article L.121-7 du Code du travail qui introduit la notion de transparence, d'information préalable et de pertinence. La circulaire d’application (du 15 mars 1993) précise à ce sujet qu’il n’est pas nécessaire que la méthode soit valide scientifiquement, mais qu’elle doit présenter un « degré raisonnable de fiabilité ». Voici les articles du Code modifiés par le décret du 1er mai 2008 :

« Le candidat à un emploi est expressément informé, préalablement à leur mise en œuvre, des méthodes et techniques d'aide au recrutement utilisées à son égard. Les résultats obtenus sont confidentiels. Les méthodes et techniques d'aide au recrutement ou d'évaluation des candidats à un emploi doivent être pertinentes au regard de la finalité poursuivie. »

— Article L1221-8

« Le salarié est expressément informé, préalablement à leur mise en œuvre, des méthodes et techniques d'évaluation professionnelles mises en œuvre à son égard. Les résultats obtenus sont confidentiels. Les méthodes et techniques d'évaluation des salariés doivent être pertinentes au regard de la finalité poursuivie. »

— Article L1222-3

« Les méthodes et techniques d'aide au recrutement ou d'évaluation des salariés et des candidats à un emploi doivent être pertinentes au regard de la finalité poursuivie »

— Article L121-7
Le compte-rendu des débats au Sénat (17 décembre 1992) et à l’Assemblée nationale (18 décembre) laisse entendre que les cabinets de recrutement ont été abondamment consultés lors de l’élaboration de cette loi, et qu'ils ont probablement contribué à en infléchir le contenu. La condition de validité scientifique est apparue comme trop restrictive, puisqu’elle aurait conduit à exclure d’autres méthodes tels les entretiens menés avec les candidats. Enfin, la proposition d’interdire de faire porter les investigations sur la personnalité des candidats a été jugée excessive, de telle sorte qu’elle a été évacuée par le législateur.

#### L'article de Science et Vie (1993)
En mars 1993, un article de Science et Vie, La Graphologie en Procès, provoqua une prise de conscience de l'absence d'approche scientifique et de nombreuses entreprises abandonnèrent l'utilisation de la graphologie. Le nombre plus important d'entreprises étrangères (pour lesquelles la graphologie relève de la pseudoscience) conduisit à une autre baisse de la demande.

#### La norme Afnor NF X50-767 (2001)
La Commission de Normalisation (AFNOR) des cabinets de conseil en recrutement, regroupant des professionnels du conseil en recrutement, des représentants du Ministère du Travail, du MEDEF, de l'APEC, de l'ANPE et des DRH, a intégré les syndicats de graphologues professionnels lors des travaux d'homologation de la norme « cabinet-conseil en recrutement » en juin-juillet 2001. Depuis le 28 novembre 2001, date de parution de la norme au Journal officiel, la graphologie est exclue du champ des tests d'évaluation.
La norme distingue les « outils » des « tests » : « L’appellation de “test d’évaluation” est réservée aux méthodes d’évaluation présentant des qualités métriques (validité, fidélité, sensibilité) vérifiées par des études statistiques. Le cabinet-conseil en recrutement ne peut s’en prévaloir lorsqu’il utilise une méthode dont les qualités métrologiques n’ont pas été vérifiées par de telles études, car il s’agit alors d’un “outil d’évaluation” ». L'outil d'évaluation est donc une méthode qui se distingue du test en ce que sa validité, sa fidélité, sa sensibilité n'ont pas été établies. La graphologie est dans la norme considérée comme un outil d'évaluation.
Les modalités de recours à la graphologie ont été précisées de manière à garantir la qualité des prestations tant pour les entreprises que pour les candidats. Le candidat a, s’il le demande, communication des résultats de l’analyse soit par écrit, soit par oral à la discrétion du cabinet de recrutement. Le candidat doit être informé préalablement de l’analyse graphologique de ses écrits et le cabinet de recrutement doit vérifier que le candidat est bien l’auteur de ses écrits.

### Ailleurs dans le monde
En Angleterre, l'influence des méthodes de recrutement anglo-saxonnes tend à très fortement diminuer son utilisation, en particulier dans les grandes entreprises. et devant l'accumulation des études qui mettent en cause sa pertinence scientifique.
En Allemagne, après avoir connu autrefois un certain succès, la graphologie n'est pratiquement plus utilisée. D'après un texte de V. Shackelton de l'École d'administration des affaires de Birmingham en 1994, son utilisation dans les entreprises allemandes est de l'ordre d'1 à 4 %, selon le type de personnel et les entreprises considérées.
Au Royaume-Uni, en Norvège et en Italie, son usage se limite à 2 à 4 %. En Belgique, son utilisation se situe entre 4 et 8 %. Aux Pays-Bas, depuis les travaux d'une commission d'enquête gouvernementale en 1977, concluant au manque de validité scientifique, elle n'est plus utilisée que par 3 % des cabinets de recrutement. Au XXIe siècle, l'utilisation est devenue infime.
Aux États-Unis et au Canada, la graphologie est très peu utilisée, et il est d'usage de répondre aux offres d'emploi avec une lettre de motivation dactylographiée. Selon Mike Smith, de l'École d'administration de Manchester, seulement 3 % des entreprises américaines utilisent encore la graphologie, à la suite du nombre croissant de procès intentés par des candidats mettant en cause sa pertinence.

## Validité scientifique
L’écriture a très tôt retenu l’attention d’un public scientifique qui a contribué à accréditer l’intérêt de son analyse. D’emblée, la graphologie s’inscrit en tension entre plusieurs usages possibles, prolongement ou rupture avec le sens commun, à la fois art et science, mettant en œuvre intuition et savoirs techniques.
La graphologie n’est pas une science exacte comme les mathématiques et n'a pas établi de « validité scientifique », laquelle est au cœur de toutes les critiques (ou encore la non-concordance des avis graphologiques). On lui reproche de trop dépendre de l’intuition du graphologue ou de s’apparenter à une science occulte telle la numérologie, la chiromancie ou l’astrologie. Certains graphologues prétendent ainsi prédire l’avenir de tel scripteur ; or cette méthode d’analyse n’est pas vouée à fournir « un pronostic mais seulement un diagnostic ».

### Les travaux de Binet
La première contribution majeure visant à cerner les assises scientifiques de la graphologie est celle du psychologue expérimentaliste Alfred Binet en 1906. Considérant dans un premier temps la graphologie comme une pseudo-science qui ne peut apporter aucun concours à la justice, il va être de plus en plus attiré par les applications de la psychologie scientifique et décide de tester le caractère scientifique de la graphologie en s’adressant à des professionnels avec qui il va collaborer étroitement. Son changement d’opinion est dû à l’intérêt qu’il va porter à la question de la psychologie individuelle et à son implication dans la Société Libre pour l’Étude Psychologique de l’Enfant (SLEPE) qui va mettre en place une commission de graphologie. Intéressé par l’étude scientifique de l’intelligence, il collabore à partir de 1902 au plan expérimental avec Crépieux-Jamin dans le but d’étudier les signes extérieurs et objectifs de l’intelligence par la graphologie.
Dans la ligne de l'abbé Michon, Crépieux-Jamin s'est à son tour efforcé de rendre la graphologie plus rationnelle :

« La graphologie repose sur des bases certaines, elle a subi avec succès le contrôle expérimental, elle a ses lois, sa méthode, sa classification, elle n’a rien d’occulte et peut s’apprendre ; on ne saurait lui refuser le titre de science d’observation. Cependant, le fait que la valeur des signes de l’écriture est très variable donne à la graphologie pratique le caractère d’un art […]. Le but de la graphologie expérimentale n’est pas d’obtenir des portraits scientifiques, mais de mettre des moyens scientifiques à la disposition du graphologue pour faire la plus belle œuvre d’art possible. »

— Jules Crépieux-Jamin, Les éléments de l’écriture des canailles

### Objections
Bien que la graphologie ait eu à ses débuts quelques soutiens dans la communauté scientifique, par exemple Fluckinger, Tripp et Weinberg (1961), Lockowandt (1976) et Nevo (1986), les résultats de la plupart des récentes enquêtes sur sa capacité à déterminer la personnalité et les performances professionnelles ont été moins concluantes. C'est ainsi que des études testant sa validité pour prédire les traits de personnalité ont été négatives,, les résultats de la plupart des enquêtes récentes sur sa capacité à déterminer la personnalité et à estimer les performances au travail ont été dans le même sens. Voici quelques-uns des résultats spécifiques pour les tests de personnalité :
- Les graphologues n'ont pas été en mesure de prédire les évaluations sur la personnalité du questionnaire Eysenck[5] ou sur l'épreuve Myers-Brigg[49] en utilisant des échantillons provenant des mêmes personnes ;
- En utilisant les données d'une méta-analyse fondée sur plus de 200 études, les graphologues n'ont généralement pas été en mesure de prévoir les types de personnalité dans aucun des tests[50].

Les graphologues ont également été testés pour évaluer les performances professionnelles :
- Les professionnels de la graphologie en utilisant l'analyse de l'écriture sont aussi inefficaces que les non-professionnels pour prévoir la performance au travail[51] ;
- Une vaste suite d'analyses faite par King et confirmée par Koehler et portant sur des dizaines d'études concluent que les aspects mécaniques de la graphologie (orientation, espacement des lettres, etc.) n'ont pas de valeur prédictive sur la performance professionnelle[47].

L'une des façons de résumer la popularité de la graphologie, malgré l'absence de preuves empiriques, a été exprimée par le Dr Rowan Bayne, un psychologue britannique qui a écrit plusieurs études sur la graphologie : « Elle est très séduisante, car à un niveau très grossier quelqu'un qui est soigné et sérieux a tendance à avoir une écriture soignée », mais la pratique est « absolument inutile… vouée à l'échec ». Il convient également de noter que la British Psychological Society place la graphologie aux côtés de l'astrologie, lui donnant une « validité de zéro ».
Globalement, malgré certaines études qui soutiennent l'analyse graphologique, tels que Crumbaugh & Stockholm ou encore le psychanalyste belge Michel De Grave, d'autres comme les psychologues universitaires R. Bayne et F. O'Neill, ou encore Ben-Shakar, Bar-Hillel, Blum, Ben-Abba, et Flug lui refusent toute scientificité, ce qui peut rendre la graphologie « non pertinente au regard de la finalité poursuivie ».
Le risque de la graphologie provient surtout de l'utilisation « aveugle » par certains employeurs de ses interprétations dans un cadre professionnel sans tenir compte d'autres facteurs qui ne peuvent être révélés par la graphologie, en particulier lorsqu'elle « est considérée comme la meilleure méthode qui soit (après l'entretien) ». En effet, certains utilisateurs en attendent ce qu'elle ne peut offrir, à savoir un tableau complet d'un individu et non seulement ses traits de personnalité.
En 2007, la CIA a déclassifié un document qui évoque l'impression que peuvent avoir les personnes étudiées de se reconnaître dans des analyses quelconques du moment qu'elles soient rédigées en termes vagues et que l'analyste ait eu connaissance d'informations personnelles telles que le sexe, l'âge… Il s'agirait d'un Effet Barnum (ou « effet Forer ») utilisé dans la divination pour recueillir l'assentiment de la victime quant à la validité des analyses faites. L'absence de corrélation entre le MBTI et les études graphologiques sur un échantillon représentatif peut remettre en cause la validité de la graphologie, cependant, le MBTI est lui aussi controversé, qualifié par certains de pseudosciences. La méta-analyse citée ci-dessus semble plus prometteuse pour établir l'absence de validité scientifique de la graphologie.

## Techniques

### Postulats
Partant du postulat que les formes du visage, du corps ou des gestes corporels permettent d'en déduire le caractère d'une personne (ce qui a été infirmé par de nombreuses études qui conduisirent à la discréditation de la morphopsychologie), la graphologie étudie le geste graphique dans sa signification psychologique. Elle part du constat que chaque écriture est plus ou moins personnalisée par rapport au modèle scolaire enseigné, qui se trouve non pas « déformé » mais « métamorphosé » par le scripteur, et qu’il n’y a pas deux écritures totalement identiques.

#### Le geste expressif
Le postulat de base peut être résumé en une phrase:

« L’étude psychologique de l’écriture conduit à discerner justement derrière un contenu manifeste, une autre communication plus importante souvent que le message exprimé »

— Robert Olivaux, L’analyse graphologique

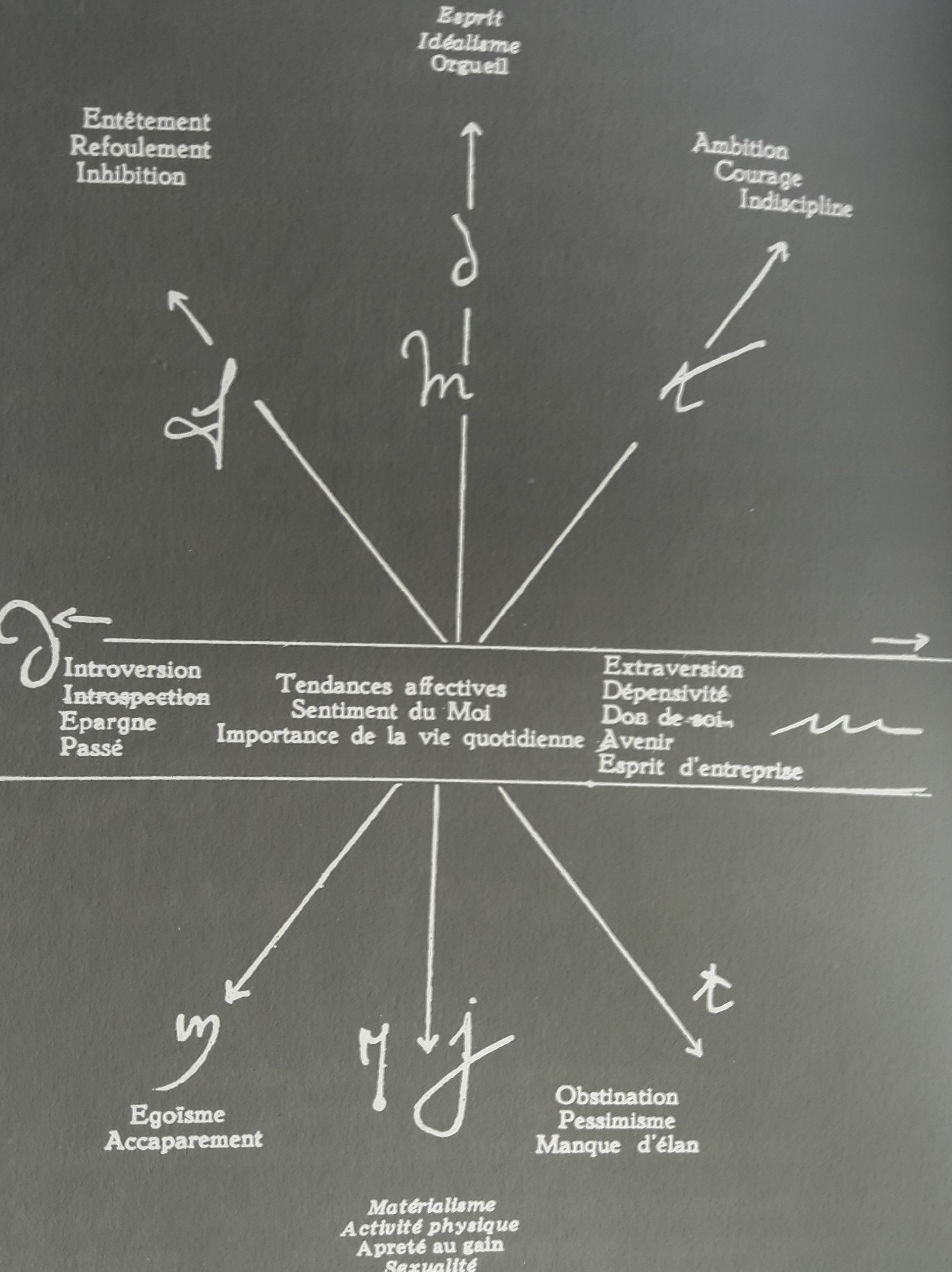
Le symbolisme de l'espace graphique d'après Gabrielle Beauchateau (Apprenez la graphologie, Oliven, 1973)

L’écriture, mouvement cursif, progresse, dans notre civilisation, de la gauche vers la droite. En se basant sur le symbolisme de l’espace, le graphologue va alors analyser les lettres, les espaces et les marges, la régularité, la pression, la vitesse, la signature… pour en déduire des conséquences psychologiques : le degré de maturité psychique (dépouillement du graphisme), l’émotivité (inégalités), l’adaptation, la sociabilité (écriture dextrogyre), le mode d’intelligence (liaison, ordonnance), l’activité physique (pression, jambages), etc. en fonction des simplifications du tracé, des courbes ou des angles, de la progressivité. Plus l’écriture est simple et sobre, plus le niveau graphique est élevé. Il n'a jamais été apporté de preuve concernant l'existence d'un lien entre ces éléments psychologiques et la forme des éléments constitutifs de l'écriture.

#### L'apport de la psychanalyse
La graphologie a intégré l’apport de la psychanalyse en étudiant les instances de l’être humain que Freud (1856-1939) a mis en lumière : le Ça (réservoir pulsionnel) soumis au principe de plaisir, le Moi (identité assumée ou non) et le Surmoi (autorité, modèle) soumis tous deux au principe de réalité, ainsi que la libido (entendue avec Jung comme énergie vitale) et les différents stades de développement : oral, anal et phallique, ainsi que le conflit œdipien.
Les graphologues considèrent, sans avoir apporté de preuve, que le conscient est représenté par les noirs (ce qui est écrit), les divers signes de contrôle et la forme, et l’inconscient par les blancs (le non-écrit), les espaces entre les mots, les lignes et les lettres. Le mouvement traduit l’inconscient alors que la forme et l’épaisseur du trait sont révélatrices du contrôle conscient.

#### Facteurs culturels
Des graphologues ont affirmé sans le prouver que l'écriture de chacun dépendrait en partie de facteurs culturels, qui influeraient sur le trait et donc sur l'analyse par le graphologue. L'histoire des écritures, le dessin de telle écriture, les modifications qu'elles subissent au cours de leur évolution montreraient que l'écriture des peuples dépend beaucoup plus de leur culture et de leurs choix symboliques que des contraintes techniques.
Avec l'alphabet romain, nous écrivons de gauche à droite. Pour le graphologue, la gauche représente le passé ou soi-même, et la droite représente l'avenir ou les autres. Pour une personne de langue natale arabe ou hébraïque, qui écrit habituellement de droite à gauche et dans un alphabet différent du nôtre, le rapport passé-avenir se traduirait différemment dans sa graphie. Aussi, un document manuscrit en français par cette personne serait marqué par sa culture natale. De même qu'une personne droitière qui « tire » son écriture aurait tendance à pencher vers la droite lorsqu'elle écrit vite tandis qu'une personne gauchère qui « pousse » son écriture aurait tendance à pencher à gauche.

### Typologies
Une typologie est une classification d’indices graphologiques par types psychologiques. Chaque écriture est classée selon des catégories auxquelles correspondent un certain type caractérologique, que l’on peut préciser toujours mieux en ajoutant des qualités distinctives. Ces classifications, vues depuis le XXIe siècle, sont parfois totalement farfdelues car faisant appel à des concepts discrédités depuis le XIXe siècle ou se rapportant à des types d'écriture inutilisés.
Les graphologues se basent sur les "quatre éléments" présentée par les philosophes de l’Antiquité: le Lymphatique, le feu : le Bilieux, l’air : le Sanguin, et la terre : le Nerveux. Le progrès de la psychologie et de la médecine ont montré dès le XIXe siècle la non pertinence de cette approche, limité aux connaissances de l'époque.
Le psychologue français René Le Senne (1882-1954), inspiré par l’école hollandaise de Heymans et Wiersma, a établi une caractérologie dégageant trois propriétés fondamentales du caractère : l’émotivité, l’activité et le retentissement psychologique. La combinaison de ces trois facteurs positifs ou négatifs permet de distinguer huit types caractérologiques de base : l’émotif-actif-primaire (le Colérique), l’émotif-actif-secondaire (le Passionné), le non-émotif-actif-primaire (le Sanguin), le non-émotif-actif-secondaire (le Flegmatique), le non-émotif-non-actif-primaire (l’Amorphe), le non-émotif-non-actif-secondaire (l’Apathique), l’émotif-non-actif-primaire (le Nerveux) et l’émotif-non-actif-secondaire (le Sentimental).

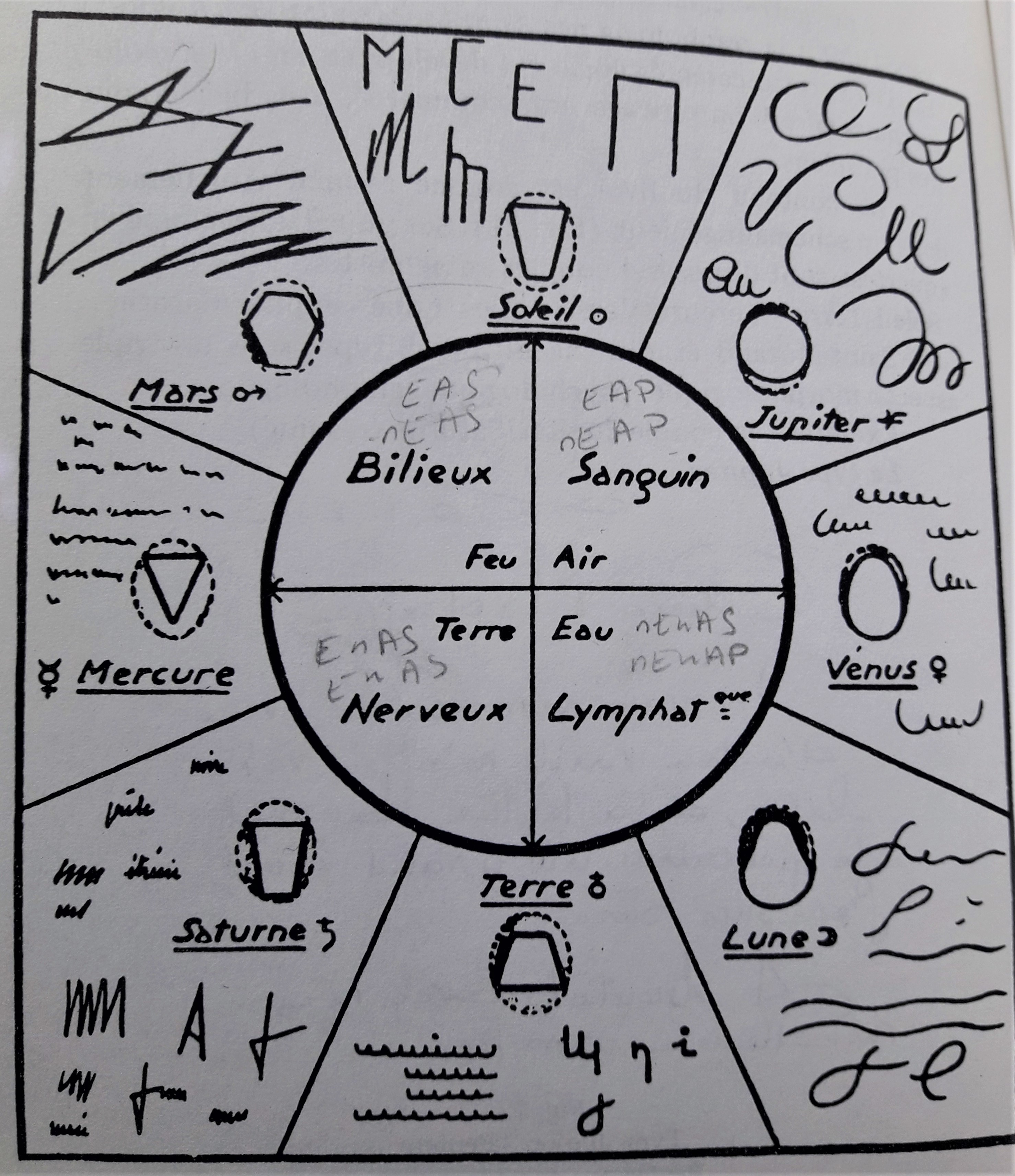
Typologie planétaire selon la « méthode Saint-Morand » combinant les classifications d'Hippocrate et de Le Senne.

D'autres caractérologues, tels Gaston Berger (1896-1960), R. Muchielli et R. Maistriaux, ont travaillé à préciser davantage la formule caractérologique avec les notions d’ampleur du champ de conscience, de polarité, des facteurs de tendance (avidité, tendresse, passion intellectuelle, intérêts sensoriels), de sociabilité et de forme d’intelligence, que la graphologie est elle-même venue étudier.
La « méthode Saint-Morand », que l’on doit à la graphologue Lise Kœchlin-Saint-Morand (1888-1977), classifie les écritures selon des types planétaires qui, malgré leur nom, n’ont rien à voir avec l’astrologie. Sept planètes ont été étudiées dans un premier temps : Terre, Lune, Vénus, Soleil, Mars, Mercure et Saturne, auxquelles se sont ajoutées ensuite Neptune, Uranus et Pluton. Cette méthode permet d'investiguer l'effet des associations de types ainsi que « le jeu combiné des carences, des exagérations ou au contraire de l’équilibre dynamique des diverses tendances ».

### Mode de procédé
Pour effectuer une analyse graphologique, le graphologue doit disposer :
- D'une lettre originale, manuscrite et signée, complétée si possible par des notes de brouillon (où le geste est beaucoup moins sous contrôle) ;
- D'éléments relatifs au scripteur : âge, sexe, niveau d'études, sujet droitier ou gaucher ;
- Éventuellement d'un curriculum vitæ, dans le cadre d'une évaluation professionnelle.

Dans son ABC de la graphologie (P.U.F., 1983, pp. 19-35), Crépieux-Jamin livre 15 consignes au graphologue, qu'il devra toujours observer. Citons-en les 9 principales :

« 1) Ne pas s’engager à fond dans un examen graphologique sur un seul document ;
2) Rechercher d’abord les caractéristiques graphiques de l’écriture et classer les dominantes par ordre d’intensité ;
3) Les écritures se définissent par leurs caractères graphiques (grandes, légères, montantes, etc.) et non par leurs qualités psychologiques, comme sottes, craintives, envieuses, etc., ce qui est substituer l’intuition à l’observation concrète ;
4) Si l’on est embarrassé pour définir une écriture, on cherche à revivre les mouvements de celui qui l’a tracée ;
5) L’esprit du graphologue doit toujours être tourné vers les généralisations ;
6) Les petits signes n’ont de valeur qu’autant qu’ils sont répétés ;
10) La plus petite faute dans une définition est d’oublier un ou plusieurs signes de faible importance ; la plus lourde, que rien ne peut détruire, est de se tromper dans le premier plan de la définition ;
13) L’absence d’un signe ne suffit pas pour affirmer l’existence de la qualité contraire à celle que ce signe exprimerait ;
15) On ne doit pas aborder le portrait graphologique détaillé tant que l’on n’est pas rompu aux difficultés de la définition. »

C’est en outre le contexte graphique qui permet au graphologue d’apprécier l’importance d’un signe par rapport aux autres signes, et son interprétation psychologique positive ou négative : « L’interprétation finale est fonction du milieu », enseigne Crépieux-Jamin.

### Analyse de la mise en page
Tous les manuels de graphologie commencent par analyser la mise en page et les aspects dégagés par Crépieux-Jamin (dimension, direction, forme, etc.).
- Étude de la position de la signature par rapport au texte.
- Étude des marges.
- Ordonnance et proportion de l'écriture.
- Rapport noir/blanc (espacement entre les lettres, les mots et les lignes).

#### Dimension de l'écriture
Il faut étudier ici :
- la taille des lettres ;
- l'exagération des mouvements ;
- l'espacement des lettres, des mots et des lignes ;
- la hauteur des hampes et jambages.

#### Direction de l'écriture
La direction de l'écriture regroupe plusieurs points à étudier :
- l'inclinaison de l'écriture, c'est-à-dire l'angle formé par les traits descendants avec la base de la ligne ;
- l'orientation de la base de la ligne ;
- l'orientation droite-gauche du tracé, c'est-à-dire la direction que prennent la plupart des éléments graphiques ;
- la sinuosité de la base de la ligne ;

#### Forme de l'écriture
La forme de l'écriture correspond en quelque sorte à l'aspect général de l'écriture, par exemple une écriture arrondie ou anguleuse, simple ou compliquée, calligraphique ou typographique… mais aussi à la forme des lettres elles-mêmes.

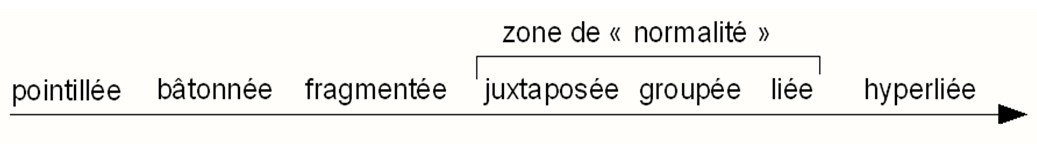
Le degré de liaison de l'écriture.

#### Continuité de l'écriture
- Degré de liaison de l'écriture ;
- régularité de l'écriture et du graphisme ;
- aisance ou inhibition du graphisme ;
- aspérité de l'écriture.

#### Pression de l'écriture

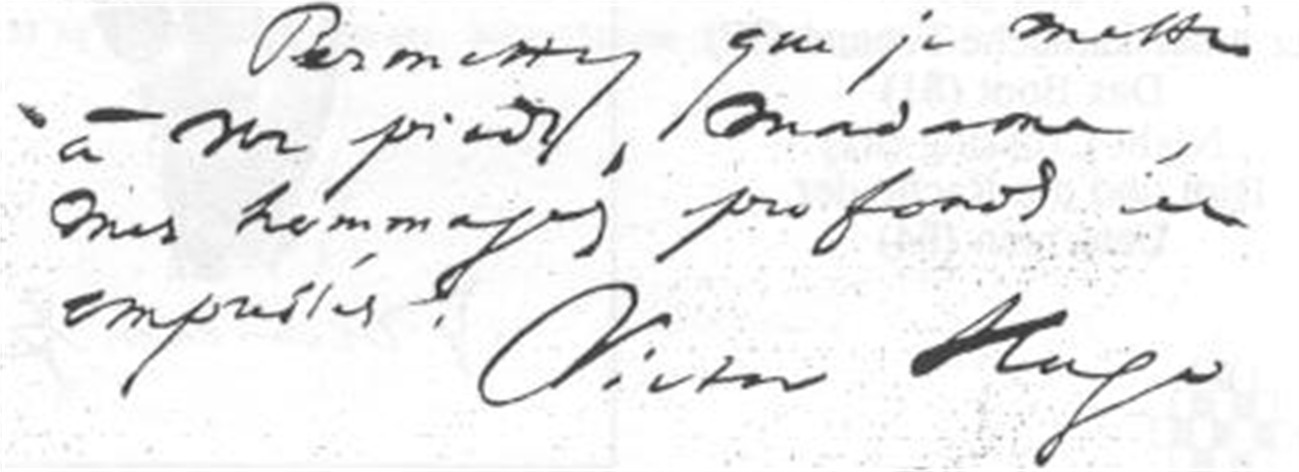
L'écriture pâteuse de Victor Hugo.

La pression de l'écriture s'apprécie plus facilement lorsque le scripteur utilise un stylo-plume personnel, pour deux raisons : la pression y est plus visible, et le choix d'un instrument, avec ses particularités, pourrait refléter les préférences du sujet, et donc sa personnalité. On distingue :
- le degré de pression ;
- la netteté du trait graphique (écritures nettes, pâteuses…) ;
- le tonus de la pression ;
- le sens de la pression ;
- la continuité de la pression.

#### Vitesse de l'écriture
Il faut ici considérer le nombre de lettres écrites par minute (de 100 à 200 généralement), mais aussi le dynamisme et le lancement de l'écriture.

## La profession de graphologue
Il s'agit d'une profession libérale non réglementée. Le métier n'étant pas régulé, certains peuvent s'autoproclamer « graphologues » sans certificat de compétence particulier, ce qui peut discréditer la profession. Il a un rôle de conseil et répond à une demande précise, apportant un éclairage sur la personnalité d'un scripteur, ses motivations, ses différentes aptitudes. Il est aussi bien sollicité par des cabinets-conseils ou des entreprises que des personnes privées.
Le graphologue est soumis au secret professionnel et respecte une déontologie afin de respecter la vie privée de la personne et d’appréhender cette discipline selon des règles éthiques, telles la confidentialité et le propos nuancé : il ne s’agit pas de juger la personne mais d’en faire ressortir la complexité. Il existe ainsi une Charte de Déontologie du Graphologue professionnel et une Association Déontologique Européenne des Graphologues (ADEG).
Un syndicat professionnel a été fondé en 1992 : le Syndicat des Graphologues Professionnels de France (SGPF). Il se donne comme principales missions de :
1. Représenter, défendre et promouvoir la profession de graphologue-conseil auprès des administrations, des pouvoirs publics et du grand public ;
2. Informer, conseiller et former ses membres ;
3. Enseigner et effectuer des recherches sur la technique graphologique.

L'Observatoire de l'activité libérale du Ministère de l'Économie, des Finances et de la Relance ne recensait que 129 professionnels en France en 2018, dont une écrasante majorité de femmes (88 %). D'autres sources en dénombrent environ 66 800 (dont 65 % de femmes). Un tiers des graphologues professionnels exercent en Île-de-France. Le salaire brut mensuel moyen peut s'élever à environ 1 900 €.

### Écoles de graphologie
En Belgique et en Suisse, le diplôme de graphologie délivré est un diplôme privé non reconnu par l'enseignement d'État. En France, les écoles constituent des organismes de formation continue. Les diplômes décernés n'ont pas de valeur dans le sens où ils ne sont pas reconnus par l'État.